# Liste der estnischen Abgeordneten zum EU-Parlament (2024–2029)
Die Liste der estnischen Abgeordneten zum EU-Parlament (2024–2029) listet alle estnischen Mitglieder des 10. Europäischen Parlamentes nach der Europawahl in Estland 2024 auf.

## Aktuelle Mandatsstärke der Parteien
- S&D: 2
- RE: 2
- EVP: 2
- EKR: 1

| Nationale Partei                   | Mandate | Fraktion                                                                               |
| ---------------------------------- | ------- | -------------------------------------------------------------------------------------- |
| Isamaa (I)                         | 02      | Fraktion der Europäischen Volkspartei (EVP)                                            |
| Sotsiaaldemokraatlik Erakond (SDE) | 02      | Fraktion der Progressiven Allianz der Sozialdemokraten im Europäischen Parlament (S&D) |
| Eesti Reformierakond (RE)          | 01      | Renew Europe (RE)                                                                      |
| Eesti Keskerakond (K)              | 01      | Renew Europe (RE)                                                                      |
| Eesti Keskerakond (K)              | 01      | Europäische Konservative und Reformer (EKR)                                            |
| SUMME                              | 07      |                                                                                        |

## Abgeordnete
Mihhail Kõlvart nahm sein Mandat nicht an. Stattdessen zog Yana Toom ins EU-Parlament ein.
| Bild | Name             | geb. | MEP seit      | Partei           | Fraktion | Kommentar |
| ---- | ---------------- | ---- | ------------- | ---------------- | -------- | --- |
|      | Marina Kaljurand | 1962 | 2. Juli 2019  | SDE              | S&D      | |
|      | Jaak Madison     | 1991 | 2. Juli 2019  | EKRE Parteilos K | EKR      | Madison trat noch vor der Konstituierung des Europäischen Parlaments zum 12. Juni 2024 aus der EKRE aus und schloss sich am 22. August der Zentrumspartei an. |
|      | Sven Mikser      | 1973 | 2. Juli 2019  | SDE              | S&D      | |
|      | Urmas Paet       | 1974 | 3. Nov. 2014  | RE               | RE       | |
|      | Jüri Ratas       | 1978 | 16. Juli 2024 | I                | EVP      | |
|      | Riho Terras      | 1967 | 1. Feb. 2020  | I                | EVP      | |
|      | Yana Toom        | 1966 | 1. Juli 2014  | K                | RE       | |